# 卡拉梅斯赫瓦尔
卡拉梅斯赫瓦尔（Kalameshwar），是印度马哈拉施特拉邦那格浦尔县的一个城镇。总人口17241（2001年）。

## 人口
该地2001年总人口17241人，其中男性8992人，女性8249人；0—6岁人口2189人，其中男1105人，女1084人；识字率76.71%，其中男性为82.15%，女性为70.77%。